# Lunar Strain
Lunar Strain è l'album di debutto degli In Flames, pubblicato in Europa dalla Wrong Again Records nel 1994 e in Giappone nel 1995 con le tracce dell'EP Subterranean e la cover degli Iron Maiden e dei Metallica
Nel 2000 viene ristampato con le tracce dell'EP Subterranean e due tracce bonus: Dead Eternity (demo version), e The Inborn Lifeless, versione demo di Dead God In Me.
Nel 2004 viene ristampato, in una edizione che vede Clad in Shadow come traccia 2, e nel 2005 questa ristampa viene riproposta aggiungendo come tracce bonus le tracce della demo Demo '93, pubblicata nel 1993.
N.B. : in queste edizioni vi è un grave errore: la tracklist non è stata aggiornata, di conseguenza le canzoni sono nominate con un titolo sbagliato (Clad in Shadow viene chiamata Lunar Strain, Lunar Strain diviene Starforsaken e così via).

## Il disco
Le musiche sono composte interamente da Jesper Strömblad e Glenn Ljungström, fatta eccezione per Hårgalåten che proviene dalla musica tradizionale svedese. Testi scritti da Mikael Stanne.

## Tracce
1. Behind Space - 4:54
2. Lunar Strain - 4:05
3. Starforsaken - 3:09
4. Dreamscape - 3:45
5. Everlost (part 1) - 4:16
6. Everlost (part 2) - 2:58
7. Hårgalåten - 2:26
8. In Flames - 5:33
9. Upon An Oaken Throne - 2:49
10. Clad In Shadows - 2:50

1. Stand Ablaze*# - 4:35
2. Ever Dying*# - 4:23
3. Subterranean*# - 5:47
4. Timeless*# - 1:46
5. Biosphere*# - 5:11
6. Eye of the Beholder (Metallica cover)*- 5:29
7. Dead Eternity (demo version)*# - 5:01
8. The Inborn Lifeless (Dead God In Me demo version)*#- 3:23

*(tracce bonus edizione Giapponese)
#(tracce bonus Lunar Strain/Subterranean)

## Formazione

### Gruppo
- Johan Larsson - basso
- Glenn Ljungström - chitarra
- Mikael Stanne - voce
- Carl Naslund - chitarra
- Jesper Strömblad - batteria

### Altri musicisti
- Ylva Wåhlstedt - violino e viola
- Jennica Johansson - voce femminile
- Jesper Strömblad - tastiere